# シュヴェーターンバラ派
シュヴェーターンバラ派 (サンスクリット: श्वेतांबर śvetāmbara)はジャイナ教の二つの主要な教派の一方で、白衣派(びゃくえは)とも呼ばれる。もう一方はディガンバラ派(裸行派)である。シュヴェーターンバラつまり「白い布に覆われた」というのはこの宗派の出家者が白い服を着る慣習を表している。ディガンバラつまり「空に覆われた」がもう一方の宗派の裸でいる出家者の慣習を表しているのと対比される。シュヴェーターンバラ派はディガンバラ派と違い出家者が裸でいなければならないとは信じていない。
シュヴェータンバラ派は女性がモークシャに至れるとも信じている。シュヴェーターンバラ派では19番目のティールタンカラのマッリナトが女性だったと信じられている。2006年には2510人の出家男性信者と10228人の出家女性信者がシュヴェーターンバラ派に属しており、一方ディガンバラ派には548人の出家男性信者と527人の出家女性信者がいた。
シュヴェーターンバラ派の伝統はアーチャーリャのストゥルバドラ・スリの流れを受け継ぐものである。カルパ・スートラには古代のいくつかの流れについて言及されている。シュヴェーターンバラ派の出家信者のコミュニティは937年に創立されたヴラハダ派の分派である。古典時代の出家信者のコミュニティの中で最も重要なのはカラタラ派(1024年創立)とタパ派(1228年創立)、トリストゥティク派である。
主な論争はロンカ・シャハによって始められたものである。彼は1476年に偶像崇拝に反対する運動を始めた。スターナクヴァーシーとテラパンティーのコミュニティはこの運動の分派である。
主な改革はタパ派のヴィジャヤナンダ・スリが1880年に起こしたもので、放浪する出家信者のコミュニティを復興しようというものであり、これによってヤティが滅びかけた。アーチャーリャ・ラジェンドラスリはトリストゥティク派においてシュラマナのサンスタを復興した。
シュヴェーターンバラ派の出家信者の中には、会話するときもアヒンサーを順守するためにムハパッティと呼ばれる白い布で口を覆っているものもいる。彼らはそうすることで小さな生物を吸い込んでしまう可能性を最小限にしているのである。

## 参照
- メアリー・パット・フィッシャー - 『生きた宗教』(Living Religions) (5th Edition) (2003), p. 130